# Вардуї Варданян
Вардуї Рабінович Варданян (вірм. Վարդուհի Ռուբենի Վարդանյան; 27 червня 1976, Єреван — 15 жовтня 2006, Севан) — вірменська естрадна співачка, лауреат низки міжнародних конкурсів.

## Біографія
У 1993 році закінчила музичну школу при Хоровому товаристві Вірменії. Навчалась в Інституті іноземних мов імені Валерія Брюсова, який закінчила 1994 року. З 1995 року працювала у Державному театрі пісні Вірменії. У 2003 році закінчила Єреванську консерваторію імені Комітаса.
У 1999 році була визнана співачкою року у Вірменії.
З початку співацької кар'єри успішно виступила на низці пісенних конкурсів:
- 1994 — разом з ансамблем «Джаз-поп» отримала приз «Гран-прі» на міжнародному конкурсі в Єкатеринбурзі, Росія.
- 1996 — на конкурсі молодих виконавців «Ялта-Москва транзит» отримала спеціальний приз за найкраще виконання.
- 1999 — на конкурсі «Золотий шлягер» в Білорусі зайняла 2-е місце.
- 2000 — на міжнародному фестивалі «Дискавері» в Болгарії завоювала «Гран-прі» за найкраще виконання[2].
- 2000 — на конкурсі в Македонії отримала «Гран-прі».
- 2000 — на міжнародному конкурсі «Слов'янський базар» отримала другу премію[3].
- 2001 — на міжнародному конкурсі виконавців «Море друзів 2001» в Ялті отримала другу премію[4].

### Нещасний випадок
Загинула 15 жовтня 2006 року у 30-річному віці в результаті автокатастрофи, що трапилася на 17-у кілометрі траси Севан—Мартуні—Гетап.